# New Jersey Drive
 (décembre 2023).
Pour plus de détails, voir Fiche technique et Distribution.
New Jersey Drive est un film américain réalisé par Nick Gomez, sorti en 1995.

## Synopsis
Un voyou (Sharron Corley) de Newark et ses copains attirent l'attention de la police locale par leurs délits.

## Fiche technique
- Titre original et français : New Jersey Drive
- Réalisation et scénario : Nick Gomez
- Musique : Wendy Blackstone
- Pays de production :  États-Unis
- Sociétés de production : Gramercy Pictures et 40 Acres and a Mule
- Genre : Policier, drame
- Durée : 98 minutes
- Date de sortie : 19 avril 1995

## Distribution
- Sharron Corley : Jason Petty
- Gabriel Casseus : Kyle “Midget”
- Saul Stein : Lieutenant Emil Roscoe
- Donald Faison : Tiny Dime
- Heavy D : Bo-Kane
- Roscoe Orman : le juge
- Michael Pincus : Curly, le cousin d'Emil Roscoe
- Christine Baranski : le procureur
- Paul Schulze : sergent de réservation
- Arthur Nascarella : M. Chop Shop
- Gwen McGee : Renee Petty
- T.K. Kirkland : le règlement intérieur
- Leslie Segar : le résident en colère